# Меркис, Антанас
Анта́нас Мерки́с (лит. Antanas Merkys, 1 февраля, по др. сведениям 20 февраля 1887, дер. Байорай, Российская империя, ныне Купишский район — 5 марта 1955, Владимирская область, СССР) — литовский государственный деятель, предпоследний премьер-министр довоенной независимой Литовской Республики, юрист.

## Биография
Экстерном окончил гимназию в Риге. Изучал право в Юрьевском университете (ныне Тарту). Окончил юридический факультет Киевского университета (1916).
Во время Первой мировой войны мобилизован в Русскую императорскую армию. В 1915 года железнодорожный комендант в Ковне, Кошедарах, Кейданах. Позднее служил на Румынском фронте.
В 1919 году добровольцем вступил в Литовскую армию. Был заведующим юридическим отделом министерства охраны края (то есть министерства обороны). Занимал пост министра охраны края (то есть министра обороны) в трёх кабинетах — Пранаса Довидайтиса (12 марта 1919 — 12 апреля 1919), Миколаса Слежявичюса (12 апреля 1919 — 21 августа 1919), Аугустинаса Вольдемараса (17 декабря 1926 — 9 августа 1927). Вышел в отставку в звании подполковника.
В 1927—1932 годах был губернатором Клайпедского края. В 1933—1939 годах занимал должность бургомистра Каунаса. Председатель союза городов (1934—1939). Член IV Сейма Литовской Республики (1936—1940). После передачи Вильнюса Литве осенью 1939 года полномочный представитель правительства в Виленском крае.
Последний довоенный премьер-министр независимой Литвы (21 ноября 1939 — 17 июня 1940). Исполняющий обязанности президента Литвы после отъезда Антанаса Сметоны за границу в связи с ультиматумом Советского Союза 14 июня 1940 (15 июня—17 июня). По требованию советских властей назначил главой правительства Юстаса Палецкиса.

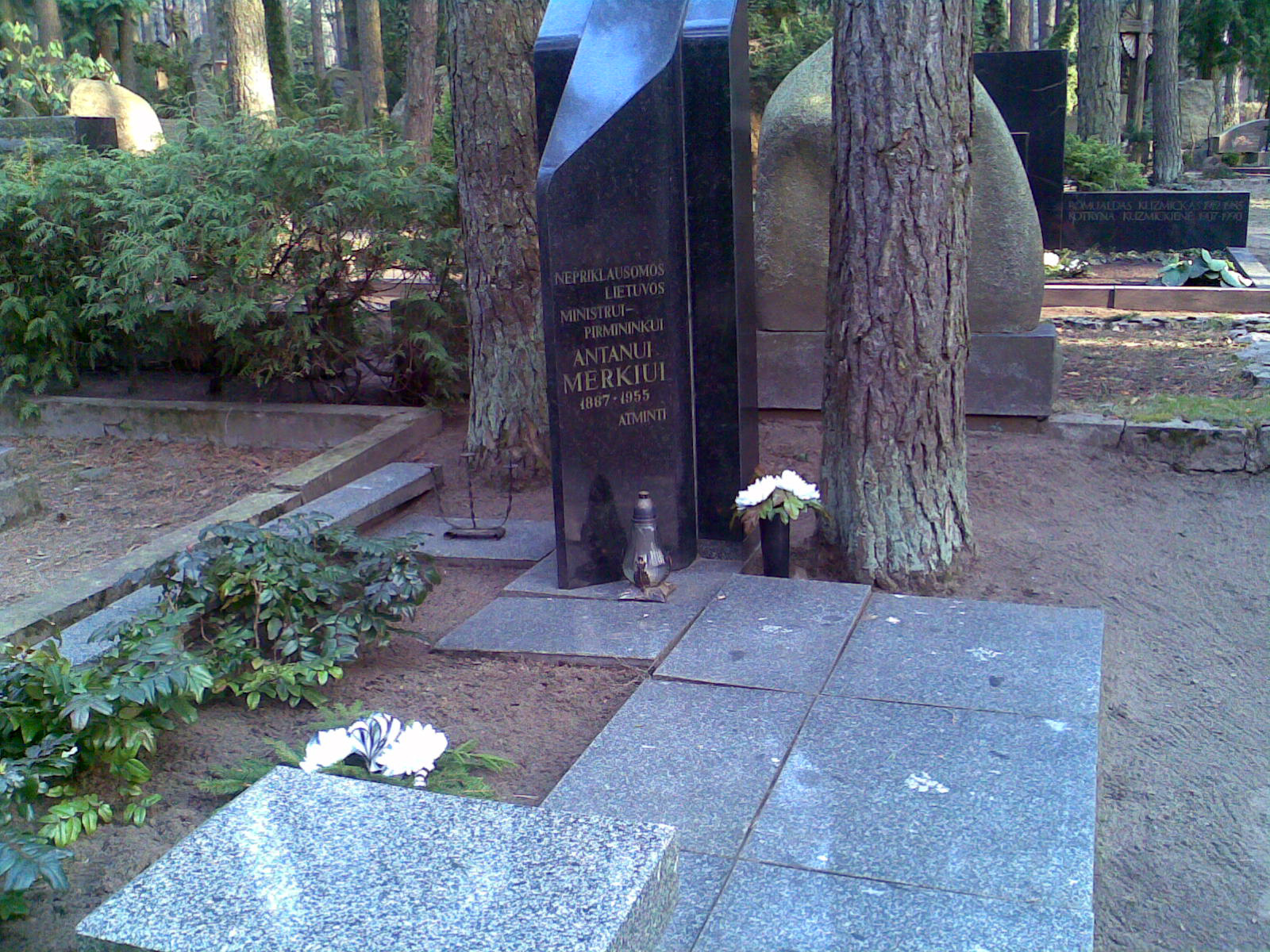
Символическая могила Антанаса Меркиса на Пятрашюнском кладбище в городе Каунас.

17 июля 1940 года был арестован НКВД и вывезен в Саратов. В 1941 году Меркис и его семья были заключены в тюрьму. В 1954 году освобождён из тюрьмы без права возвращения в Литву. Был поселён во Владимирской области, где менее чем через год умер.
После 1991 в Литве создали символическую могилу Антанаса Меркиса — на Пятрашюнском кладбище в городе Каунас.